# Urechis caupo
Urechis caupo ist der Name einer sehr großen im Sand grabenden Art der Igelwürmer (Echiura) aus der Familie Urechidae, die im Pazifischen Ozean an der nordamerikanischen Westküste verbreitet ist.

## Merkmale
Der zigarren- bis wurstförmige, rosafarbene Rumpf von Urechis caupo hat eine runzlige Haut und wird in der Regel etwa 20 cm, gelegentlich aber bis zu 50 cm lang. Vorn sitzen an der Bauchseite zwei stark zugespitzte Haken, um den After am Ende des Rumpfes ein auffälliger Ring von 10 bis 11 Borsten. Am Vorderende nahe dem Mund befindet sich eine löffelförmige, kurze Proboscis.
Urechis caupo besitzt 3 Paar Nephridien. Die Auskleidung der Mundhöhle und des Pharynx bildet durchgehende markante Längsfalten, die kein Zickzack formen, sondern am Beginn des Oesophagus abrupt in feinere, runzlige Querfalten übergehen. Der große Hinterdarm hat eine dünne durchscheinende Wand, die scharf von der dickeren Wand des Mitteldarms abgesetzt ist. Die Kloake ist etwa zweimal so groß wie bei Urechis chilensis.

## Verbreitung und Vorkommen
Urechis caupo ist im Pazifischen Ozean an der Westküste der Vereinigten Staaten vom südlichen Oregon über Kalifornien bis nach Tijuana in Mexiko verbreitet. Er lebt in der unteren Gezeitenzone und darunter im Sand vergraben.

## Lebensweise
Urechis caupo gräbt sich eine U-förmige Wohnhöhle, deren Ein- und Ausgang etwa 40 bis 100 cm voneinander entfernt sind und die eine Tiefe von etwa 10 bis 45 cm erreicht. Durch peristaltische Bewegungen des Körpers erzeugt er einen Wasserstrom zur Versorgung mit Sauerstoff und feinen Nahrungspartikeln, die mithilfe eines Netzes aus Schleim aus dem Wasser filtriert werden. Partikel ab etwa 1 µm Größe bleiben haften. Befinden sich ausreichend Partikel am Schleimnetz, wird dieses verschluckt.
Die Wohnhöhle wird von zahlreichen Kommensalen bewohnt, darunter die Krebsarten Pinnixa franciscana und Scleroplax granulata, der Borstenwurm Hesperonoe adventor, die Muschel Cryptomya californica und der Fisch Clevelandia ios.

## Lebenszyklus
Männchen und Weibchen sind bei Urechis caupo gleich groß und finden sich zur Paarung im Frühsommer in größeren Gruppen zusammen. Das weiße Sperma und die rosafarbenen Eier werden in der Coelom-Flüssigkeit gebildet und über die Nephridien nach außen abgegeben, so dass die Befruchtung im freien Meerwasser stattfindet. Die schwimmenden Trochophora-Larven leben etwa 60 Tage lang pelagisch, ehe sie niedersinken und zu bodenlebenden Würmern metamorphosieren.

## Fressfeinde
Wichtige Fressfeinde sind die Plattfische Paralichthys californicus und Hypsopsetta guttulata, Leopardenhaie, welche die Würmer aus ihren Bauten saugen können, und Seeotter. Ein häufiger Endoparasit im Darm ist der Einzeller Echiurocystis bullis. In den USA werden die Würmer von Menschen in der Regel nicht gegessen, doch dienen sie als Angelköder.